# 世界のプロレス
「世界のプロレス」は、1984年10月20日から1987年3月までテレビ東京系列局で放送されていた、主に海外のプロレスを紹介の対象としたプロレス番組である。テレビマンユニオン共同制作。

## 概要
当初は1981年3月まで「国際プロレスアワー」の枠であった毎週土曜 20:00 - 20:54 (JST) に放送されていた。「国際プロレスアワー」同様に白石剛達スポーツ局長が手掛けることになった。視聴率は8〜9%を維持していた。
主にアメリカのNWA（ジム・クロケット・プロモーションズやWCCW）・AWA・CWA・MSWAおよびメキシコのルチャリブレの試合映像に、日本語の実況・解説を付け加えて放送していたが、番組の実況スタッフがニューヨーク（WWF）やフロリダ（CWF）など、現地に出張して実況を行うこともあった。放映権料の関係でWWFの試合は多くはなかったものの、1985年のWWFと新日本プロレスとの提携解消後は日本でWWF選手の試合が見られる貴重な番組となり、1986年の「レッスルマニア2」は3週に渡って全試合が放送されている。
「まだ見ぬ強豪」として注目されていたロード・ウォリアーズの試合をいち早く放送するなど、未来日の選手の人気を高めることにも貢献した。海外を主戦場にしていた頃のケンドー・ナガサキ、ミスター・ポーゴなどの日本人レスラーの試合も紹介されている。
放送曜日が月曜 19:00 - 20:54の「月曜テレビジョン」に移行（不定期放送）されてからは、日本のUWFの試合も2回放送されたが、UWFのスポンサーである海外タイムスが豊田商事の関連会社だったこともあり、豊田商事事件をきっかけにUWF中継は打ち切られた。その後の1986年4月14日からは再びレギュラー放送が復活、1987年3月まで枠を変えながら続き、テレビ東京自社制作のプロレス番組は本番組が最後となった。2003年から放送されていたプロレスリングZERO-ONEの中継番組「破壊王プロレスZERO-ONE」以降はテレビ東京は一切制作に関与せず、プロレス団体による番販（持ち込み）を行う方式を取っている。
かつて、ウォーリー山口が主宰した同名のプロレス団体とは無関係。

## 実況スタッフ

### 実況
- 杉浦滋男
- 土居壮

### 解説
- 門馬忠雄

### ナレーター
- 山田康雄（初期）
- 小倉智昭（山田の後任、主に選手紹介VTRで出演）

このほか、選手のインタビューの箇所の吹き替え（ボイスオーバー）が数名

## スタッフ
- 構成：住本慶一郎
- 編集：洲脇健一（IMAGICA）
- 効果：白根沢修（SPOT）
- 演出：東正紀
- プロデューサー：槇尾義孝（テレビ東京）、石井信平、稲塚秀孝
- 製作：テレビ東京、テレビマンユニオン→タキオン

## ネット局
| 放送対象地域   | 放送局         | 系列           | 備考          |
| -------------- | -------------- | -------------- | ------------- |
| 関東広域圏     | テレビ東京     | テレビ東京系列 | 製作局        |
| 愛知県         | テレビ愛知     | テレビ東京系列 |               |
| 大阪府         | テレビ大阪     | テレビ東京系列 |               |
| 岡山県・香川県 | テレビせとうち | テレビ東京系列 | 第2期のみ放送 |

## エピソード
- 映像買い付けや制作はテレビマンユニオン→タキオンが担当し、アフレコ収録はIMAGICAのスタジオで行っていた。
- 1985年10月7日に放送されたロード・ウォリアーズVSスタン・ハンセン&ハーリー・レイスのAWA世界タッグ選手権（同年9月2日にフロリダ州タンパで開催）は、両者共全日本プロレスの常連外国人であり、ウォリアーズは同年10月4日に開幕した「'85ワールド・チャンピオン・カーニバル」に「全日本プロレス中継」（日本テレビ）のゴールデンタイム復帰初回である10月19日から参戦する予定となっていた。ウォリアーズのマネージャーであるポール・エラリングは、この試合の放送に関する承諾をジャイアント馬場から得ているのかスタッフに問い正したが、テレビ東京は馬場の了解を受けずに収録を行おうとしていたことが発覚。あわや収録中止に追い込まれそうになったスタッフは、現地に同行していた門馬忠雄のアドバイスですぐさまレイスに相談を仰ぎ、レイスが馬場にこれらの事情を国際電話で連絡した結果、テレビ東京は馬場の承諾を得た上で、問題なく放送された[7]。